# César Povolny
César Povolny, nato Czeslaw Povolny e noto anche come Martin Povolny (Recklinghausen, 19 luglio 1914 – ...), è stato un calciatore francese, di ruolo centrocampista.